# コウヤワラビ
コウヤワラビ Onoclea sensibilis L. var. interrupta Maxim. は、湿地に生えるシダ植物の1つ。独特の羽片の幅が広い栄養葉と球形の胞子嚢群を含む小羽片が数珠のように並ぶ胞子葉をつける。

## 特徴
夏緑性の草本。根茎は長く地下を横に伸び、径3-6mm、褐色で最初は鱗片があるが、後になくなって裸出する。最初だけある鱗片は淡褐色で膜質、卵形で縁はほぼ滑らか。
葉には2形がはっきりしている。
- 栄養葉は葉柄の長さは8-30cm、藁色で基部はより褐色を帯びる。葉身は単羽状に深く裂け、草質で淡黄緑色から淡緑色で毛や鱗片はない。全体としては広卵形から三角状楕円形で、長さ8-30cm、幅8-25cm。羽片は5-11(-14)対あって、披針形で先端は丸く、中央から基部に向けては多少幅が狭くなる。下方の裂片は楔形で柄を持つこともあり、上の方のものではそのまま中軸の翼に流れ、他の羽片とつながる。羽片の縁はほぼ滑らかか、尖らない鋸歯が並ぶ形。葉脈は網目を作る。

葉面が広くて柔らかな感じはシダ類としては異色で、「海藻的」とか「ワカメのよう」とかの声もある。
- 胞子葉は栄養葉と同等かやや背が高い[3]。葉身は2回羽状複葉だが、外見的には1回羽状に見える。見かけの上では栄養葉の主軸と側羽片の中軸だけにして、その側羽片の中軸に多数の球体を数珠のように並べた姿となっている。この球体が小羽片であり、これは薄い透明な包膜に包まれた胞子嚢群が、小羽片の葉身に包まれたものである。日本のものでは小羽片は互いに2-3mmの間隔を置いて付き、北アメリカ産のものでは互いにほぼ接して着く。胞子葉は秋に出て、最初は緑で次第に黒く色づく[4]。

和名は本種が和歌山県の高野山に産すると思われたことによる。学名の種小名は「鋭敏な」の意味で、本種の栄養葉が採集して間もなくしなびてしまうことによる。

### 高野山との関わりについて
上記のように、本種の名は高野山に由来し、その地に本種があったことによるとされるが、実際には本種は高野山では見つからないし、正式には過去にも記録がない。高野山はこの名を冠した植物がいくつもあることでもわかるように、古くから多くの植物研究者の手が入っており、見落としがあるとは思えないし、このような誤解が生まれる理由も考えづらい。ただ紀州藩の本草家であった黒田伴存（くろだともあり）が嘉永年間に高野山の植物を調べて著した『野山草木通志』の中に本種の図を載せてあり、そこでは「ゼンマイカグマ」の名を付けているという。説明には「ゼンマイシノブ（イワヒトデ）に似て薄弱」とある。また高野山の近隣では紀美野町で生育している。本種の分布は北に偏っており、和歌山県で分布が確実なのはこの地しかない。

## 分布と生育環境
日本では北海道から九州まで分布し、九州では中央山地に産する。四国からは発見されていない。日本周囲では朝鮮、中国東北部、南樺太、南千島、シベリア東部にあり、更に北アメリカ東部に隔離分布する。
山麓から低山地、村落周辺にまで見られ、日当たりがよくて湿った場所を好む。沼地や水田の畦などに見られる。根茎がよく這うので、群生してみられ、大きな群落を作ることもある。

## 分類
本種はその形態が独特であることから、かつては本種のみでコウヤワラビ属 Onoclea L. を立てたが、その後にイヌガンソクがこの属に移され、この2種のみを含むことになった。ただしイヌガンソクは以前に所属していたクサソテツ属 Matteuccia のクサソテツ M. struthipteris (L.) の方に遙かに似ており、本種とは形質の共通点はあるものの、外見的にはほとんど似ていない。ちなみにイヌガンソクの方は現在は別属になっている。いずれにせよこの種はその姿が独特で、似ている種は他にない。
北米産が基準種であるが、比較すると日本産のものは胞子葉では球状の小羽片が連続せず、隣り合うものの間に隙間がある。このことから日本産のものを変種 var. interrupta Maxim. として区別する。

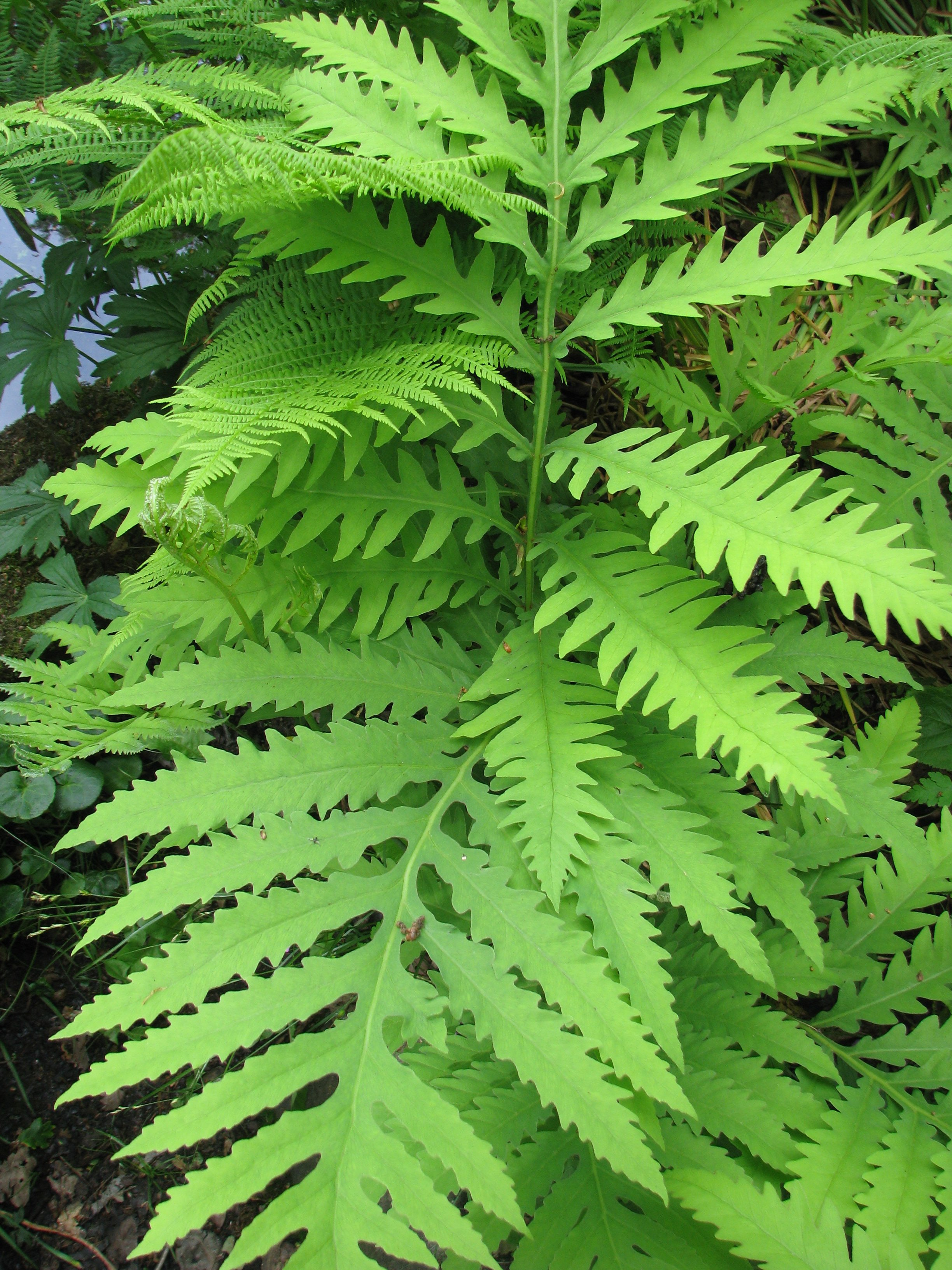
基本変種・栄養葉
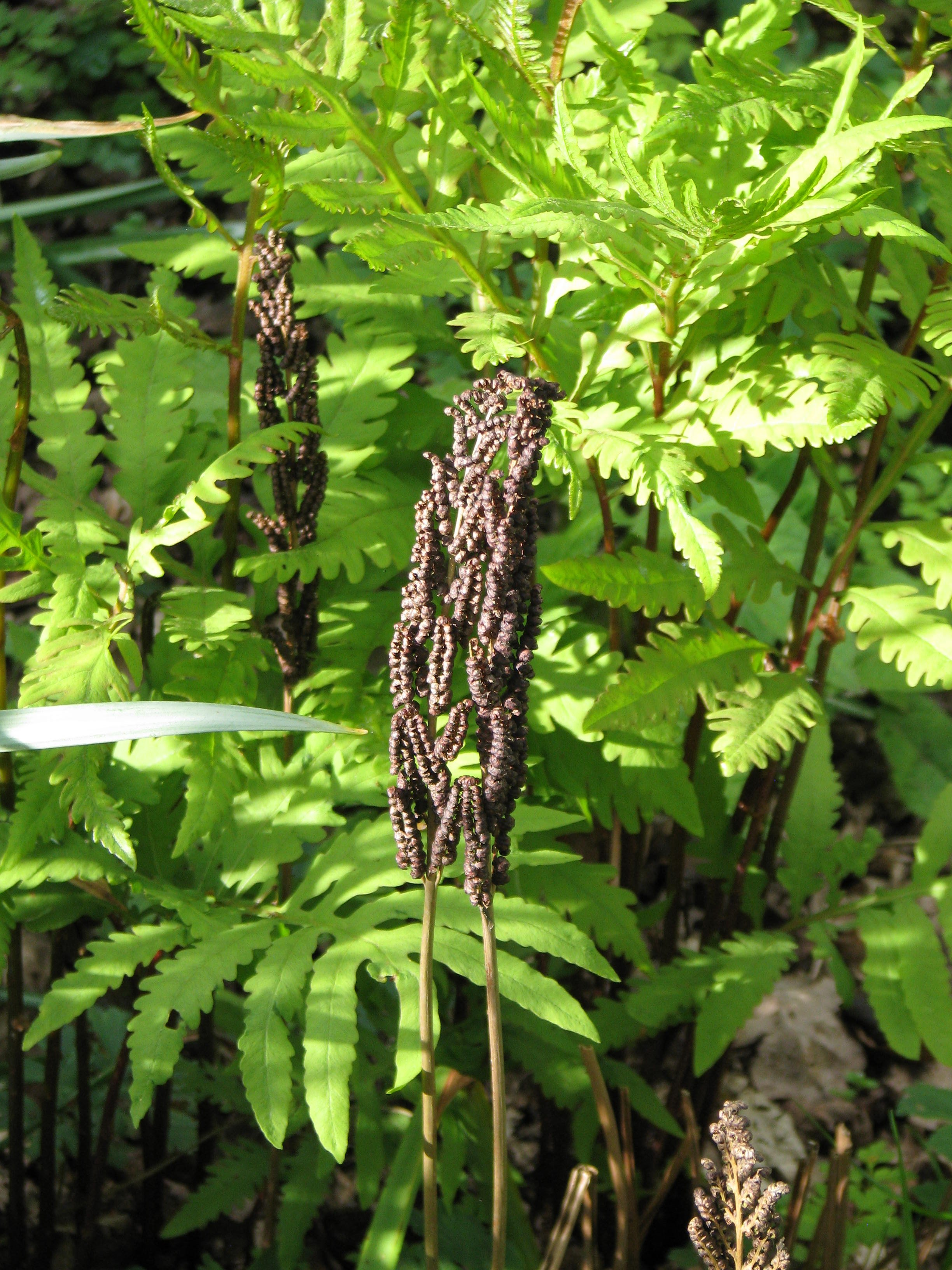
同・胞子葉
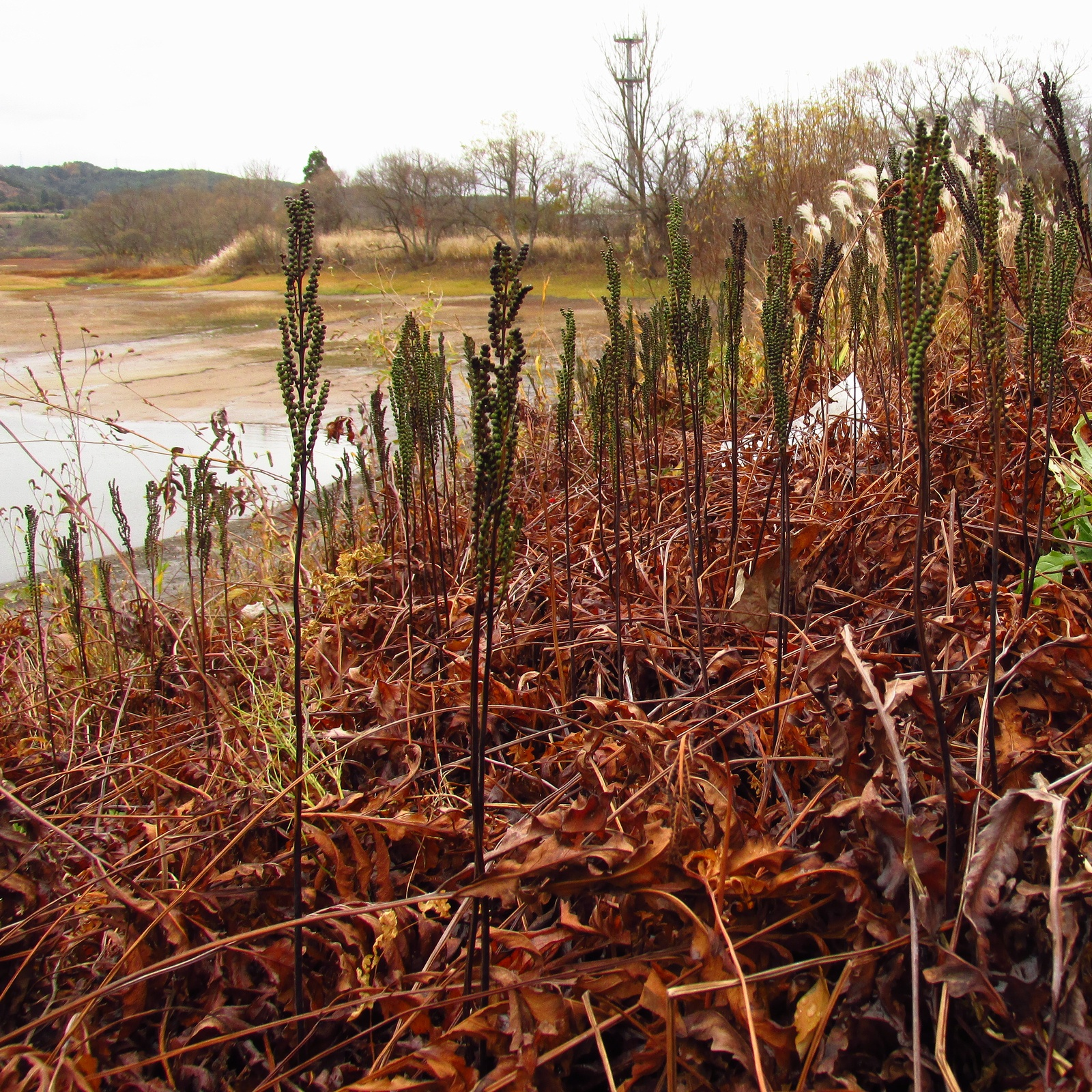
日本の変種・胞子葉
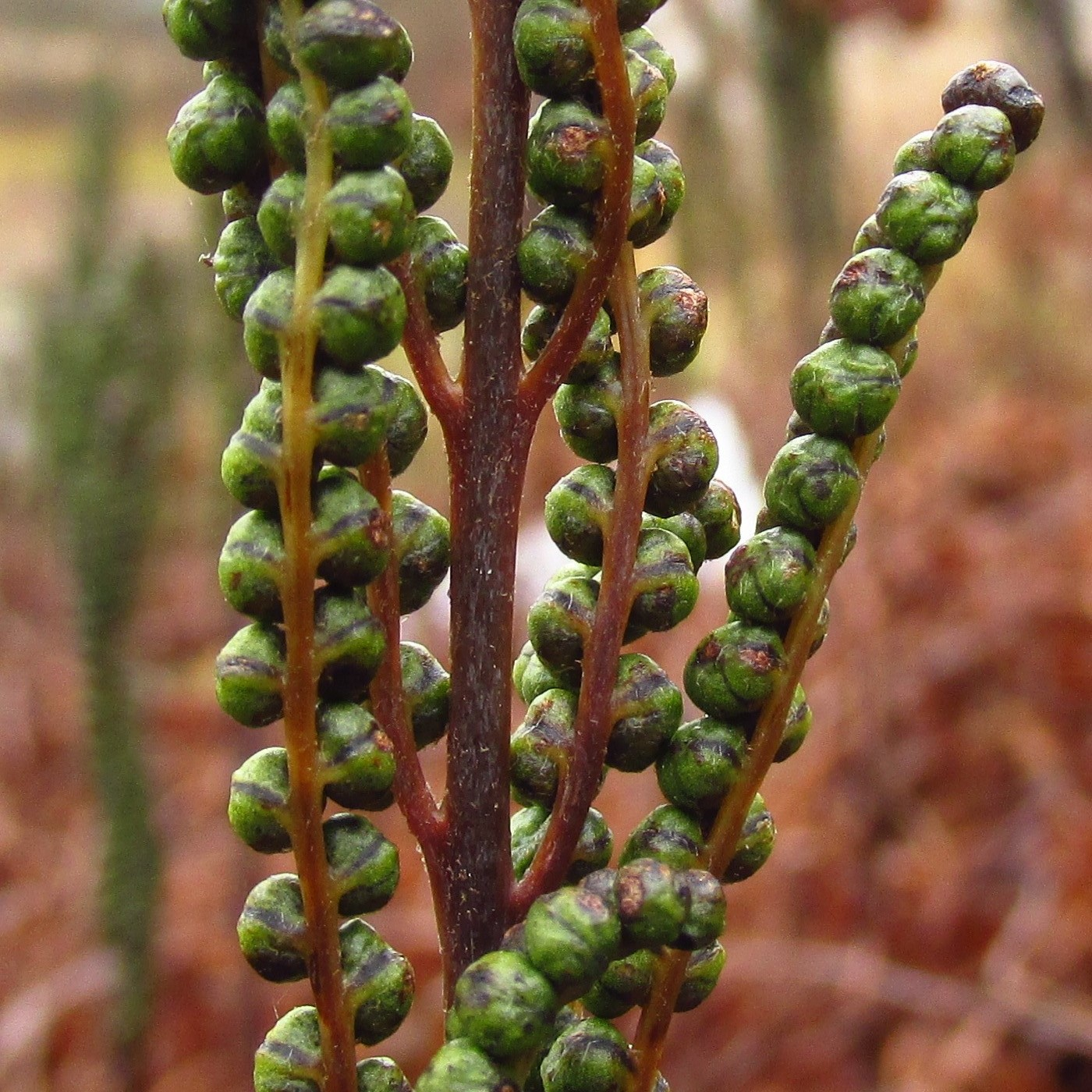
日本の変種・胞子葉（拡大）

## 利害
特になし。